# Carcere delle Stinche
Il carcere delle Stinche era l'antico carcere di Firenze, situato tra via Ghibellina, via Giuseppe Verdi, via dei Lavatoi e via Isola delle Stinche, più o meno sul sito dell'attuale teatro Verdi.

## Le carceri a Firenze
Nel medioevo la menzione più antica di luoghi usati come carceri spetta alle Burellæ, i sotterranei con volte dell'anfiteatro romano e del teatro, che rimasero visibili per buona parte del medioevo. In seguito vennero usate a tale scopo alcune torri, riadattate o costruite appositamente per questo scopo, come la torre della Pagliazza. Altri luoghi di incarceramento si trovavano nei sotterranei del Palazzo del Capitano, ovvero il Bargello.

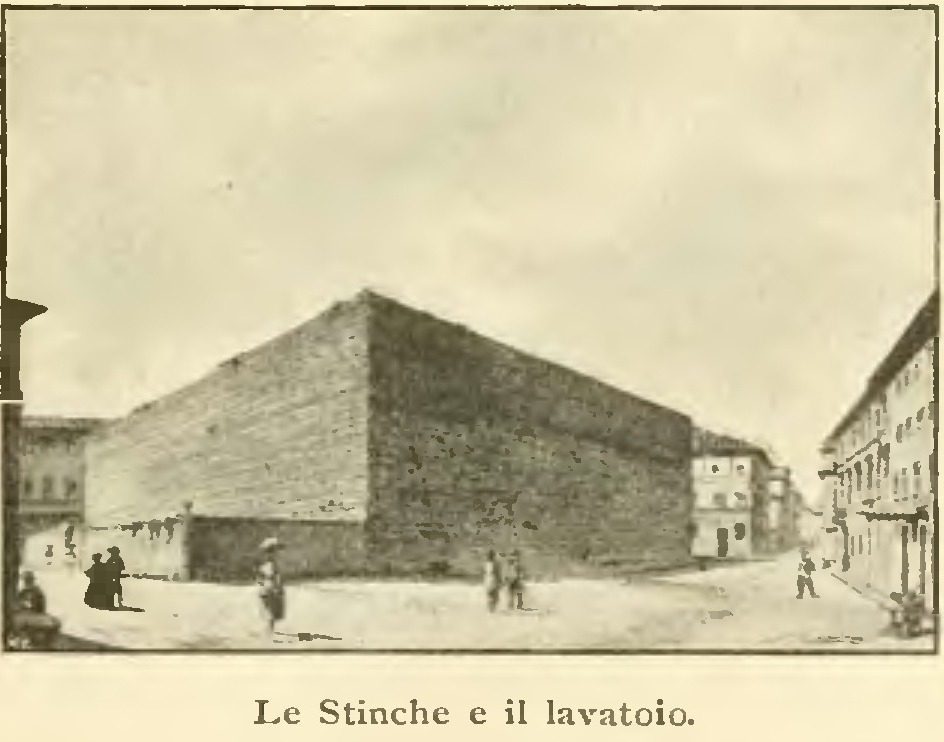
Carcere le Stinche

Una cella più prestigiosa, seppure angusta, era il cosiddetto "Alberghetto", nella torre di Arnolfo di Palazzo Vecchio: nel XV secolo vi vennero rinchiusi Cosimo il Vecchio e Girolamo Savonarola.
Le prigioni erano appaltate a privati e i detenuti erano tenuti a pagare una libbra al giorno per ogni giorno di carcere a copertura delle spese: così i più facoltosi potevano anche ottenere un trattamento migliore dietro il pagamento di una cifra adeguata. I non abbienti ricevevano un trattamento durissimo, legato per lo più alle elemosine altrui, che vedeva l'unica speranza nelle periodiche amnistie, per un numero molto limitato di dannati, in occasione di particolari celebrazioni o feste religiose. Da questa usanza restavano comunque esclusi i colpevoli di gravi reati, come l'omicidio, e i detenuti politici.

## Storia del complesso

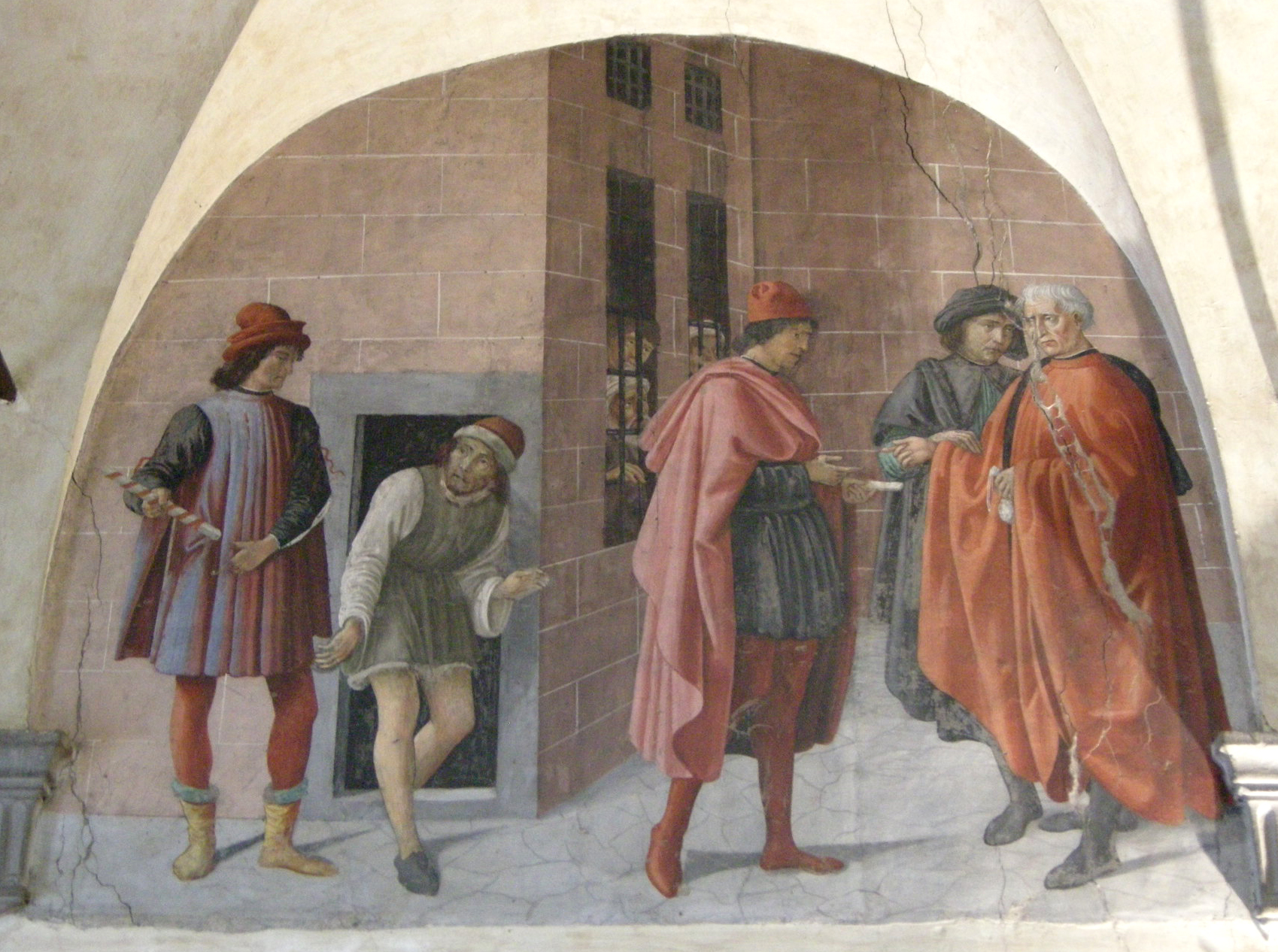
Lunetta nell'oratorio dei Buonomini di San Martino raffigurante l'opera di misericordia di visitare i carcerati. Verosimilmente il pittore raffigurò il vicino carcere delle Stinche

Le antiche prigioni delle Stinche furono costruite a partire dal 1299 dalla Repubblica fiorentina riciclando molte pietre delle distrutte torri e case della famiglia Uberti, i ghibellini cacciati dopo la battaglia di Benevento. Nel 1304 i primi prigionieri che lo riempirono furono i ghibellini sequestrati nella presa del castello delle Stinche, che si trovava nei pressi di Greve in Chianti, (tra Panzano in Chianti, Lamole e Radda), appartenente ai Cavalcanti.
In questo carcere si tennero soprattutto i prigionieri di guerra e i colpevoli di reati politici. La prigione ospitò buona parte dei nemici politici del tiranno Gualtieri VI di Brienne e fu presa d'assalto dai fiorentini insorti alla sua cacciata. Per ricordare l'evento fu affidato all'Orcagna un affresco, la Cacciata del Duca d'Atene, dove sant'Anna riconsegna ai fiorentini le bandiere delle Arti, mentre un angelo caccia dalla città il dispotico Gualtieri. L'affresco, già nel cortile del carcere, è stato staccato e oggi è nel museo di Palazzo Vecchio.
In seguito vi furono rinchiusi anche i debitori e i falliti. Fra questi si ricordano lo storico Giovanni Villani, coinvolto nella crisi bancaria dei Bardi e Peruzzi, Giovanni Cavalcanti, che vi elaborò la Storia dei suoi tempi, dubbia è invece la detenzione del pittore Cennino Cennini, che qui sembra scrisse il Libro dell'arte. Altri incarcerati illustri furono Niccolò Machiavelli, implicato nella congiura degli Orti Oricellari, Roberto Acciaioli, ambasciatore di Francia, la moglie di Francesco Gianfigliazzi, che si era introdotta in Firenze nel 1440 con un travestimento per perorare la causa del marito esiliato, Pietro Vespucci, ambasciatore del Re di Napoli che aveva preso parte alla congiura dei Pazzi, e molti altri.
Sul lato sud erano addossati alla struttura i lavatoi pubblici, costruiti attorno al 1428, e oggi ricordati da via dei Lavatoi.
Le Stinche furono alienate nel 1833, e sul suolo ricavato dalla loro parziale demolizione furono eretti una sala per spettacoli equestri e una sala per la Società Filarmonica Fiorentina, la quale lo trasformò in un teatro, detto "di Pagliano", oggi teatro Verdi.
Dopo la chiusura del carcere delle Stinche, la zona penitenziaria si spostò di alcuni isolati più a est, nel complesso delle Murate.

## Descrizione

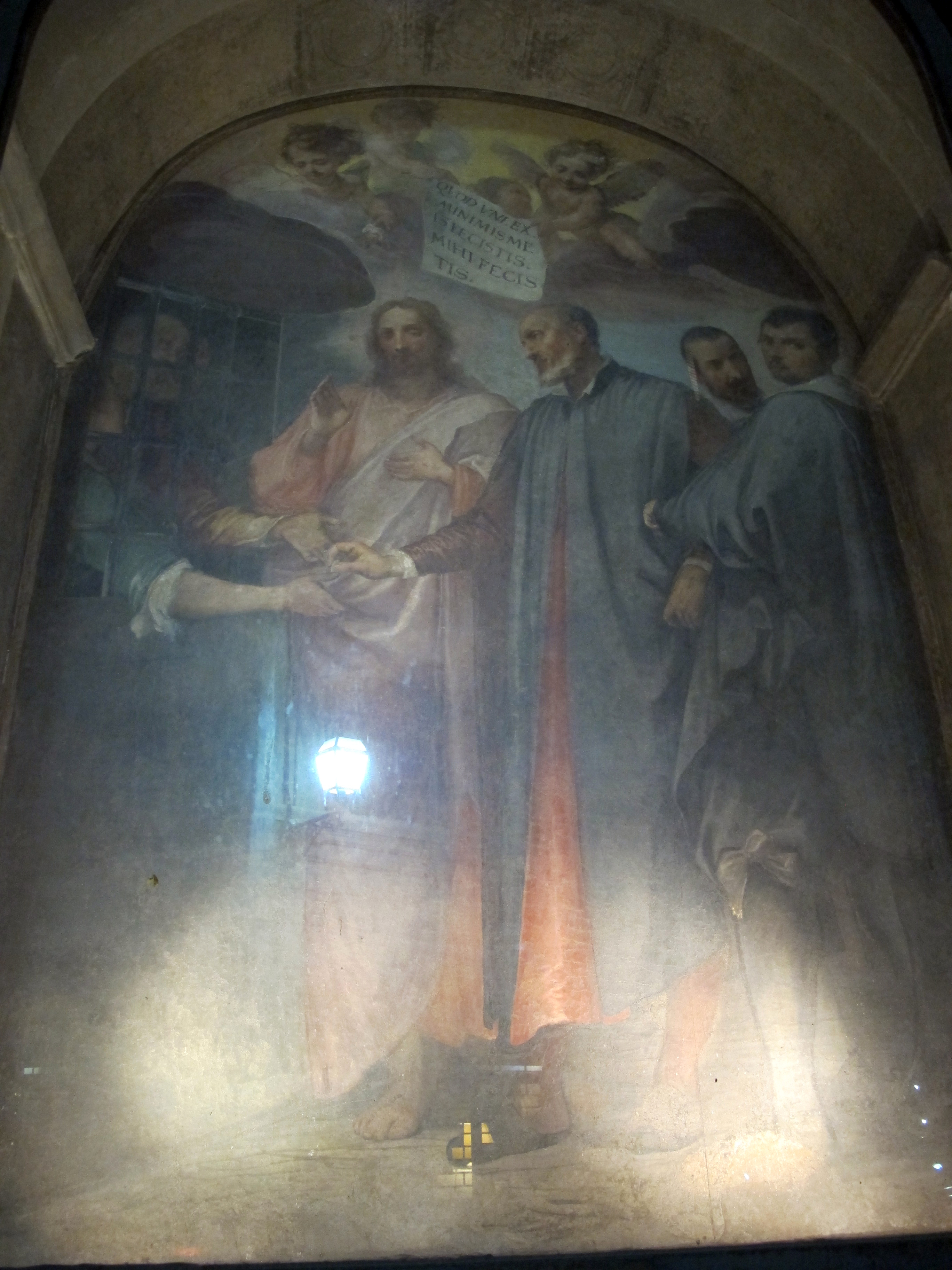
Il tabernacolo delle Stinche

Le Stinche erano una costruzione quadra, recintata da un muraglione altissimo, ben diciotto metri, continuo e privo di aperture, nonché circondato da un fossato: per questa caratteristica ebbero il nome di "Isola delle Stinche". Esse avevano per unico ingresso una porticina con sopra scritto Oportet misereri (occorre compatire, alludendo a come il mantenimento dei detenuti fosse basato sulla carità dei privati, non sul denaro pubblico) e il popolo la chiamava la "Porta della miseria".
Lungo via Ghibellina passavano i tristi cortei dei condannati che andavano verso il luogo delle esecuzioni capitali, presso la torre della Zecca. Per dare conforto ai malcapitati lungo tutto il percorso furono eretti una serie di grandi tabernacoli, come il Tabernacolo delle Stinche, dipinto da Giovanni da San Giovanni (1616, risistemato nell'Ottocento dall'architetto Luigi Cambray-Digny).

## Buonomini delle Stinche
Oltre i Buonomini di San Martino altri si muovevano a carità verso i carcerati delle Stinche, da ricordare i Buonomini delle Stinche, una sotto-compagnia della Compagnia di Santa Maria della Croce al Tempio. La Compagnia, oltre la famosa sotto-compagnia dei Battuti Neri eleggeva a sorteggio quattro Capitani, appunto i Buonomini delle Stinche che si occupavano di gestire l'opera pia presso il Carcere delle Stinche, cioè fornire assistenza spirituale e materiale ai prigionieri.
All'epoca i carcerati vivevano di privazioni e stenti e solo chi poteva permettersi di pagare otteneva un trattamento migliore. La Confraternita cercava di alleviare queste sofferenze prestando la sua opera all'interno delle carceri e per far questo i congregati si occupavano di amministrare le donazioni e i lasciti che venivano usati per vitto e cure dei prigionieri. Assunsero tanta autorità per i loro meriti che fu concesso loro di poter liberare dalla prigionia chi era detenuto per debito con la promessa di vigilare se i debiti stessi venissero ripagati assumendo quindi un ruolo di garanti (A pag 17). Nel 1428 la Repubblica Fiorentina autorizzò la Compagnia ad assumere del personale che i Buonomini delle Stinche potessero usare per essere aiutati nella loro opera pia; furono assunti un medico, un cappellano, un custode ed un barbiere (A pag. 13/14). Questa opera svolta con solerzia rese la Compagnia benvoluta dalla gente tanto da farle ricevere delle sovvenzioni pubbliche pari a 112 fiorini d'oro all'anno oltre alle donazioni e lasciti dei fiorentini.

## Opere già in loco
- Orcagna, Cacciata del Duca d'Atene, oggi a palazzo Vecchio